# Sandy Point Town
Pour les articles homonymes, voir Sandy Point.
Sandy Point Town est une ville de Saint-Christophe-et-Niévès, c'est la deuxième plus grande ville de l'île de Saint-Christophe.